# Cimitero maggiore di Milano
Il cimitero maggiore di Milano, o cimitero di Musocco, è il più grande cimitero della città, entrato in attività nel 1895. Si trova nella zona nord-occidentale, nel quartiere di Garegnano, all'epoca della costruzione frazione del comune di Musocco, poi accorpato a Milano nel 1923.

## Storia

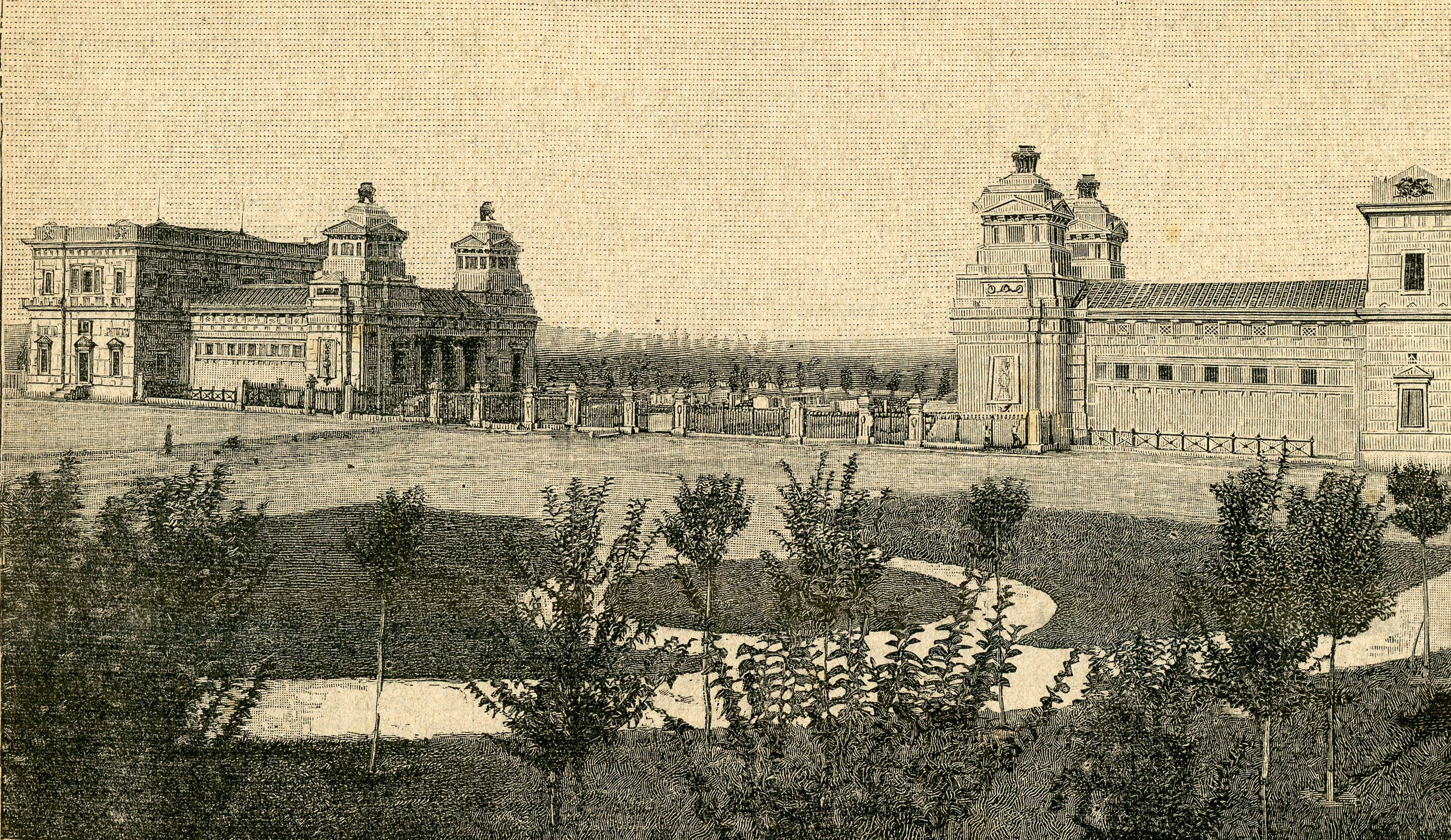
Il cimitero nel 1895

Negli anni ottanta del XIX secolo, non potendosi più tollerare per ragioni igienico-sanitarie la continua attività dei piccoli cimiteri ormai saturi ed inglobati dai nuovi quartieri, posti in zone una volta periferiche ma ora completamente urbanizzatesi, si decise di edificare un unico grande cimitero in una zona lontana dal fulcro cittadino; venne scelta una zona dalle parti della Certosa di Garegnano, nel comune di Musocco, un terreno al di sopra delle falde acquifere, asciutto, nient'affatto paludoso e idoneo all’assimilazione delle decomposizioni organiche.
Anche se a Milano da ormai 20 anni era in funzione il cimitero Monumentale, la decisione di realizzare un secondo grande cimitero fu dettata dal fatto che il solo Monumentale non sarebbe stato sufficiente ad ospitare i defunti di una città in forte espansione territoriale e demografica.
Così, nel 1886, si iniziò a costruire il Maggiore, su progetto affidato agli ingegneri Luigi Mazzocchi ed Enrico Brotti. Venne costruito dove sorgeva l'antico Bosco della Merlata, celebre per la presenza di briganti e dissodato a seguito dell'entrata in vigore della Legge Forestale 3917 dell'anno 1877, che aveva eliminato il vincolo di tutela praticamente da tutti i boschi di pianura e collina.
Il cimitero iniziò la sua attività il 23 ottobre del 1895, per essere inaugurato con benedizione del cardinal Andrea Carlo Ferrari il 26 dicembre dello stesso anno.
L'apertura del cimitero maggiore coincise più o meno con la chiusura e la demolizione di buona parte dei vecchi cimiteri del comune di Milano (in origine posti all'uscita delle porte cittadine) e dai quali vennero traslati i cadaveri al fine di seppellirli in definitiva per l'appunto a Musocco:
- il cimitero di San Rocco al Vigentino (già chiuso e abbandonato fin dal 1826, tornò ad ospitare alcune sepolture in occasione delle Cinque Giornate di Milano nel 1848, per poi venire nuovamente abbandonato);
- il cimitero di Porta Garibaldi, la "Mojazza" (chiusura: 22 ottobre 1895);
- il cimitero di Porta Ticinese, il "Gentilino" (chiusura 22 ottobre 1895);
- il cimitero di Porta Magenta, già "Fopponino di Porta Vercellina", poi "Foppone di San Giovannino alla Paglia" (chiusura 30 novembre 1895);
- il cimitero di Porta Vittoria, o "di Porta Tosa" (chiusura 30 giugno 1896)[2].

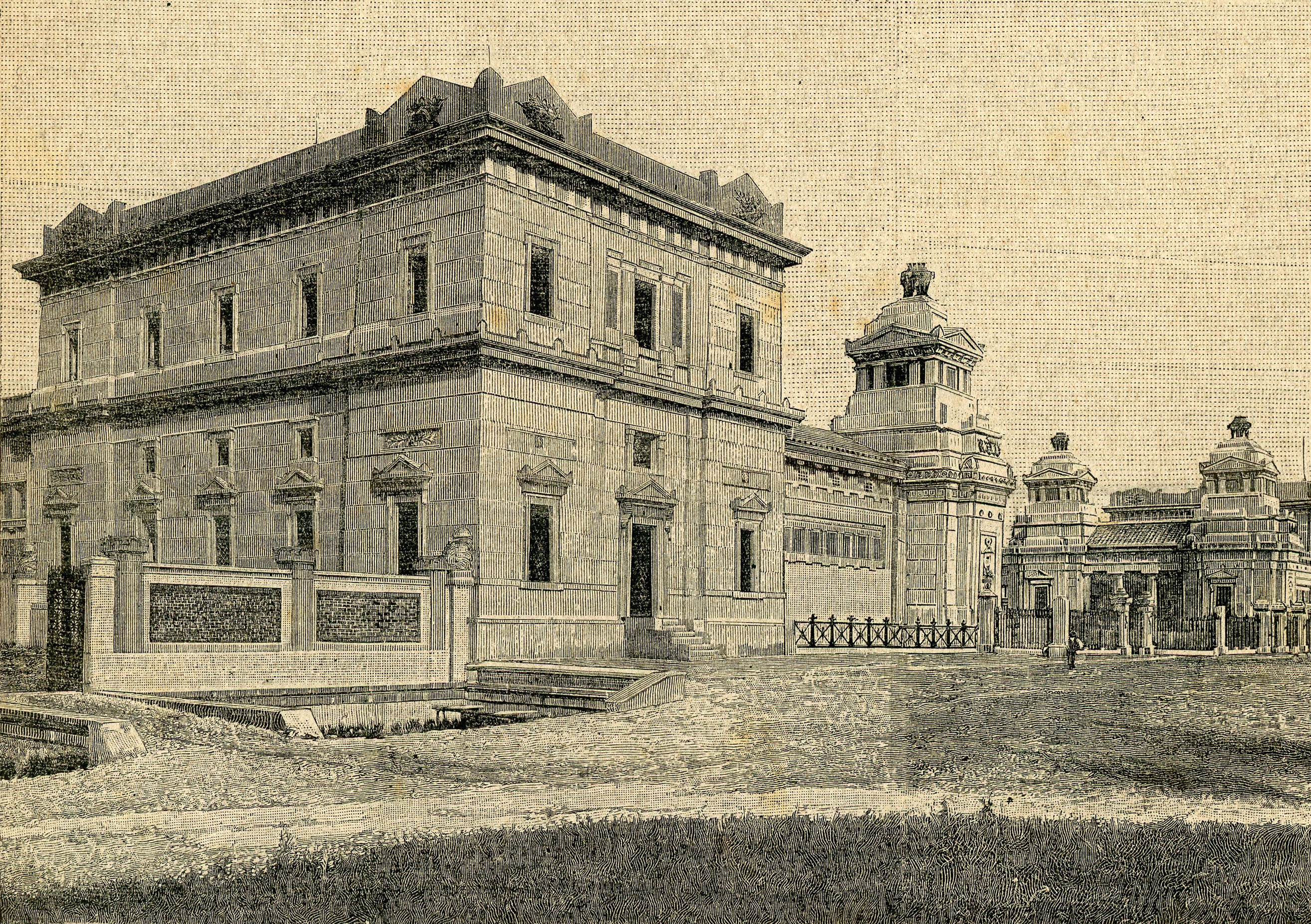
Il cimitero nel 1895

Dallo stesso giorno di apertura del cimitero maggiore, per agevolare il trasporto al nuovo cimitero ma anche al cimitero monumentale sia dei morti recenti e dei loro cortei funebri, sia dei resti mortali provenienti dai cimiteri dismessi (purtroppo i resti di molti defunti, anche illustri, andarono perduti), il comune, in collaborazione con la Edison, istituì un apposito percorso tranviario con nere vetture costruite ad hoc, le cui stazioni di partenza si trovavano la prima in via Bramante, la seconda (del 1906) accanto a Porta Romana; questa stazione, la Stazione funebre di Porta Romana, è ora l'edificio che ospita le Terme di Milano. I milanesi chiamavano ironicamente questo tram, che sarà attivo fino al 1925, "La Gioconda".

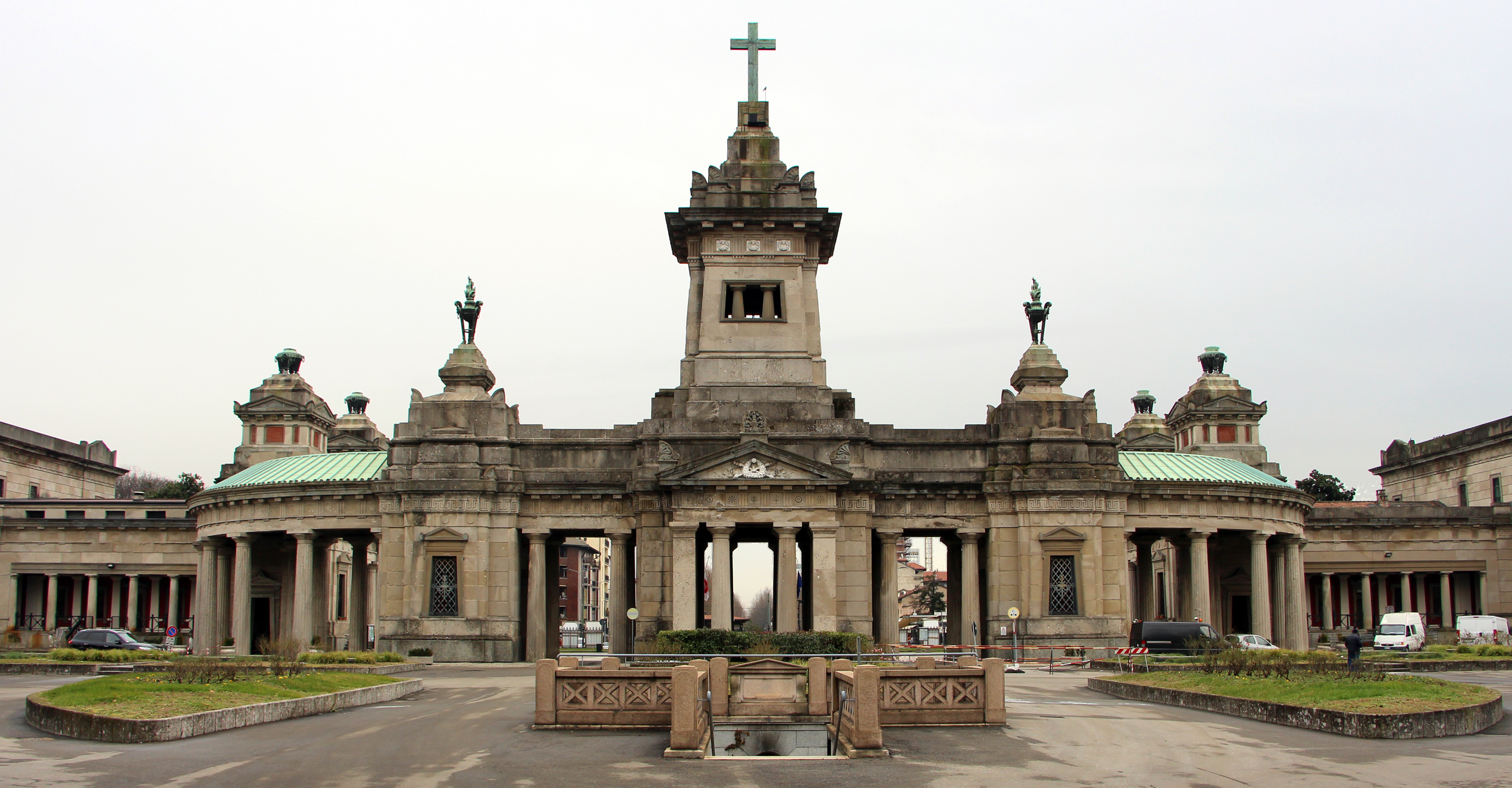
Ingresso del cimitero (sempre dall'interno)

Il 23 dicembre 1923, in seguito a Regio Decreto, il comune di Musocco venne soppresso ed inglobato nel comune di Milano; il cimitero maggiore diviene a tutti gli effetti parte di Milano.
Negli anni venti e trenta, durante il ventennio fascista, con due interventi, il primo del 1924, il secondo del 1934, il cimitero maggiore è stato gradualmente ingrandito. La sua espansione si completò nel dopoguerra, quando oltre la parte posteriore, al di là dei cancelli e oltre una carreggiata da attraversare, venne costruito il cimitero ebraico.
La superficie complessiva del cimitero, originariamente di circa 400.000 m2, con gli ampliamenti è cresciuta fino a 678.624 m2, di cui circa 80.000 a giardino.
Fino al 1966 il cimitero maggiore è stato servito anche da un'apposita fermata della tranvia Milano-Gallarate, gestita dalla STIE.
All'interno del cimitero è presente la chiesa di Santa Maria della Pietà, in cui quotidianamente (eccetto il giorno di chiusura settimanale di tutti i cimiteri milanesi, il lunedì non festivo), di mattina, si celebra Messa.
Da ottobre 2002 sono in funzione, in prossimità dell'ingresso frontale e degli ingressi laterali, alcune colonnine che forniscono informazioni sui luoghi di sepoltura o tumulazione.
All'interno del cimitero maggiore è presente un servizio di navetta lungo il vialone centrale, la linea 171 dell'Atm.

## I defunti del Maggiore

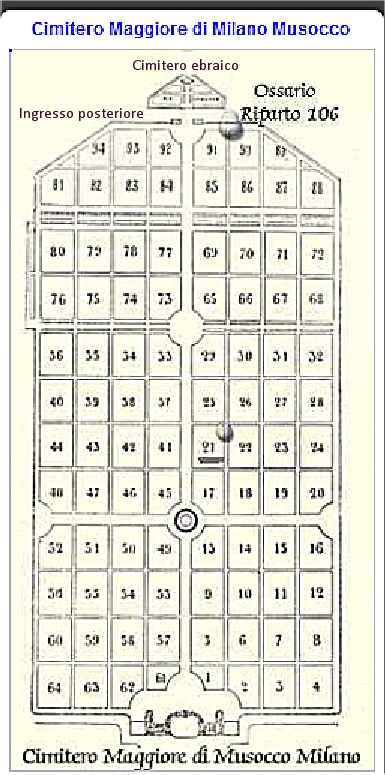
Pianta del cimitero

Fin da principio è chiara la differenza rispetto al Monumentale; quest'ultimo è soprattutto sede di memoria duratura e di tombe, appunto, monumentali, mentre il Maggiore si presenta come un cimitero classico, principalmente con singole sepolture a terra in campi dalla concessione della durata di almeno 10 anni e non rinnovabili (i cosiddetti "Campi decennali"). I corpi in essi inumati, una volta scaduta la concessione, verranno esumati; se mineralizzati, le loro ossa verranno raccolte in un loculo di un riparto; se non mineralizzati, verranno invece riseppelliti in appositi campi, chiamati Campi indecomposti, per un ulteriore periodo.
Questo destino non ha risparmiato nemmeno molti personaggi celebri, come campioni di Milan e Inter, del ciclismo, stelle della danza e del canto, celebri attivisti e anarchici, vittime e carnefici di cronaca nera e protagonisti degli anni di piombo.
Prendendo sempre più piede la cremazione (in genere effettuata nel "Polo crematorio" del cimitero di Lambrate, l'unico attivo all'interno dei confini cittadini) e di conseguenza non rendendosi necessario un tempestivo riuso delle fosse, l'esumazione dai campi decennali quasi sempre avviene oltre i dieci anni dalla sepoltura e tarda sempre più.
Vi sono inoltre riparti con tumulazioni in colombari. Inoltre nel cimitero si trovano due ossari centrali, a loro volta suddivisi in riparti: il primo è stato costruito nel 1933, mentre il secondo, di epoca successiva, contiene un riparto dedicato alla tumulazione perpetua in loculi dei resti esumati delle "vittime civili da incursioni aeree".
Al cimitero Maggiore sono presenti anche dei campi destinati a tombe permanenti, generalmente di famiglia.
Al 2015, il totale dei defunti che il cimitero ospita va ben oltre il mezzo milione.
In questo luogo riposano vari personaggi famosi.
A
- Marco Achilli (1948 - 2009), calciatore
- Olga Amati (1924 - 1982), ballerina
- Luciano Anceschi (1911 - 1995), filosofo , critico letterario e accademico
- Renato Angiolini (1923 - 1985), compositore e pianista
- Giovanni Battista Ansoldi (1916 - 1979), imprenditore e produttore discografico
- Guido Artom (1931 - 2017), imprenditore e politico
- Claudia Artoni Schlesinger (1935 - 2012), psicoanalista
- Renzo Azaghi (1896 - 1965), calciatore
- Ernesto Azzini (1885 - 1923), ciclista su strada
- Luigi Azzini (1884 - 1937), ciclista su strada

B
- Carlo Bagno (1920 - 1990), attore
- Tiziano Ballarin (1899 - 1978), calciatore
- Francesco Maria Barracu (1895 - 1945), militare e politico
- Don Marino Barreto Junior (1925 - 1971), cantautore e contrabbassista cubano
- Luigi Beccali, detto Ninì (1907 - 1990), mezzofondista
- Mario Begni (1924 - 1965), calciatore
- Gaetano Belloni (1892 - 1980), ciclista su strada e pistard
- Ottorino Beltrami (1917 - 2013), militare e dirigente d'azienda
- Cathy Berberian (1925 - 1983), mezzosoprano, compositrice e traduttrice statunitense
- Remo Bertoni (1909 - 1973), ciclista su strada
- Osvaldo Biancardi (1929 - 1988), calciatore
- Gianfranco Bianchi (1915 - 1992), giornalista, storico e partigiano
- Renato Bianconi (1928 - 1993), editore
- Giuseppe Biscottini (1909 - 1992), giurista
- Giovanna Boccalini (1901 - 1991), docente, partigiana e sindacalista
- Gino Boccasile ( 1901 - 1952), illustratore e pubblicitario
- Giorgio Bolza (1880 - 1945), commediografo, poeta e paroliere
- Nicola Bombacci (1879 - 1945), politico e rivoluzionario
- Bruno Bonazzelli (1895 - 1984), ingegnere e divulgatore scientifico
- Rodolfo Bonetto (1929 - 1991), batterista, designer e docente
- Ernesto Bonino (1922 - 2008), cantante
- Egidio Boninsegna (1869 - 1958), scultore, medagliata e pittore
- Gennaro Bonsanto (1912 - 1992), calciatore
- Wanda Bontà (1902 - 1986), scrittrice e giornalista
- Franco Bontadini (1893 - 1943), calciatore
- Lauro Bordin (1890 - 1963), ciclista su strada, fotografo e fotoreporter
- Giovanni Borgonovo (1881 - 1975), pittore
- Pompeo Borra (1898 - 1973), pittore
- Carlo Borsani (1917 - 1945), militare, giornalista, poeta e attivista
- Roberto Bortoluzzi (1921 - 2007), giornalista e conduttore radiofonico
- Giovanni Brambilla (1910 - 1994), politico, sindacalista e partigiano
- Alessandro Brissoni (1913 - 1980), regista, sceneggiatore, scrittore, traduttore e illustratore
- Rinaldo Bronzini, noto come Pietro (1898 - 1962), calciatore
- Alberto Bruciamonti (1891 - 1963), calciatore
- Mario Bruschera (1887 - 1968), ciclista su strada
- Pietro Bruzzi (1888 - 1945), anarchico, operaio e partigiano
- Luciano Budigna (1924 - 1988), poeta, critico d'arte e traduttore
- Renzo Burini (1927 - 2019), calciatore e allenatore
- Fabrizio Busticchi (1953 - 2017), fumettista
- Giovanni Buttafava (1939 - 1990), critico cinematografico, saggista e traduttore
- Vittorio Buttafava (1918 - 1983), giornalista e scrittore
- Carlo Butti (1891 - 1971), dirigente sportivo, multiplista e discobolo

C
- Luigi Calabresi (1937 - 1972), poliziotto commissario capo
- Nicola Calefato, in arte Lino Robi[25] (1931 - 1991), attore
- Angelo Cameroni, detto Arturo (1891 - 1961), allenatore di rugby a 15 e calciatore
- Romeo Campanini (1887 - 1956), politico e sindacalista
- Giuseppe Campari (1892 - 1933), pilota automobilistico
- Luigi Cangiullo (1897 - 1930), tuffatore
- Decio Canzio (1930 - 2013), curatore editoriale e fumettista
- Adone Carapezzi (1919 - 2008), giornalista, radiocronista sportivo e conduttore
- Achille Cardani (1859 - 1935), progettista e dirigente d'azienda
- Maria Caserini (1884 - 1969), attrice
- Franco Cassano, detto Franco (1922 - 2016), pianista, compositore, arrangiatore, direttore d'orchestra e produttore discografico
- Gustavo Bonaventura Castelbolognesi (1884 - 1947), rabbino
- Armando Castellazzi (1904 - 1968), calciatore e allenatore
- Ernesto Castelli (1869 - 1939), lottatore, pioniere della lotta greco-romano
- Osvaldo Cavandoli (1920 - 2007), animatore, regista e fumettista
- Federico Cesarano (1886 - 1969), schermidore
- Bixio Cherubini (1899 - 1987), paroliere, poeta, editore musicale e autore di rivista
- Daniele Chiappa (1944 - 2013), attore
- Calogero Ciancimino (1899 - 1936), scrittore e comandante marittimo
- Gina Cigna (1900 - 2001), soprano francese naturalizzato italiano
- Carlo Cocchi (1889 - 1951), calciatore
- Francesco Colombo (1899 - 1945), militare e poliziotto
- Innocente Colombo (1895 - 1963), calciatore
- Agostino Mario Comanducci (1891 - 1939), critico e storico d'arte
- Mario Consiglio (1907 - 1975), musicista
- Leopoldo Conti (1901 - 1970), calciatore
- Vincenzo Coppo (1905 1960), calciatore
- Romolo Corona (1893 - 1965), compositore, produttore discografico, editore e paroliere
- Mario Corso (1941 - 2020), calciatore e allenatore
- Vincenzo Costa (1900 - 1974), politico e militare
- Mimmo Craig (1925 - 2016), attore e doppiatore
- Alberto Crivelli (1883 - 1961), calciatore, allenatore e arbitro di calcio
- Alberto Croce (1933 - 2014), pittore e scultore
- Eugenio Curiel (1912 - 1945), partigiano e fisico
- Achille Cutrera (1929 - 2018), avvocato e politico

D
- Bassano Daccò (1898 - 1977), calciatore
- Gian Giacomo Dalmasso (1907 - 1981), fumettista, umorista e militare
- Enrico De Angelis (1920 - 2018), cantante e imprenditore (tra i fondatori del Quartetto Cetra)
- Rodolfo De Angelis (1893 - 1965), cantautore, drammaturgo, attore teatrale, pittore e saggista
- Mario De Biasi (1923 - 2013), fotografo
- Valentino Degani (1905 - 1974), calciatore e allenatore di calcio
- Edgardo Dell'Acqua (1912 - 1986), fumettista
- Massimo Della Pergola (1912 - 2006), giornalista, inventore del Totocalcio
- Romolo Deotto (1911 - 1992), microbiologo e accademico
- Detto Mariano (1937 - 2020), compositore, arrangiatore, paroliere, pianista, produttore discografico e editore musicale
- Giacomo di Belsito (1885 - 1939), giornalista, scrittore e traduttore
- Cosimo Di Ceglie (1913 - 1980), chitarrista e polistrumentista di musica jazz
- Julija Abramovna Dobrovol'skaja (1917 - 2016), traduttrice, e lessicografa russa naturalizzata italiana
- Oralia Domínguez (1925 - 2013), mezzosoprano messicano
- Erminio Dones (1882 - 1945), canottiere e alpinista
- Pietro Donzelli (1915 - 1998), fotografo
- Dori Dorika (1913 - 1992), attrice
- Bruno Dossena (1926 - 1958), ballerino e coreografo
- Miriam Dubini (1977 - 2018), scrittrice, drammaturga e attrice teatrale

E
- Luciano Erba (1922 - 2010), poeta, critico letterario, traduttore e scrittore

F
- Riccardo Faini (1951 - 2007), economista e giornalista
- Sergio Fantoni (1930 - 2020), attore, doppiatore, regista teatrale, drammaturgo, conduttore radiofonico e direttore artistico
- Mario Faustinelli (1924 - 2006), fumettista
- Angiolo Fedi (1896 - 1992), imprenditore, fondatore della fabbrica di proiezioni cinematografici
- Franco Fergnani (1927 - 2009), storico di filosofia, traduttore e antifascista
- Luisa Ferida (1914 - 1945), attrice
- Giovanni Ferrantes (1903 - 1995), scacchista, dirigente sportivo, giornalista e arbitro internazionale di scacchi
- Ines Maria Ferraris (1882 - 1971), soprano e pianista
- Gian Carlo Ferretti (1930 - 2022), critico letterario e storico
- Nedo Fiano (1925 - 2020), scrittore
- Nicola Fiore (1881 - 1976), scultore
- Giulio Foresti (1888 - 1965), pilota automobilistico
- Valentina Fortunato (1928 - 2019), attrice
- Andrea Fossombrone (1886 - 1963), pittore e illustratore
- Stelio Frati (1919 - 2010), ingegnere aeronautico, progettista e imprenditore

G
- Aldo Gabrielli (1898 - 1978), linguista e scrittore
- Angelo Galli (1870 - 1933), scultore e pittore
- Rosina Galli (1892 - 1940), ballerina e maestra di ballo
- Giorgio Gangi (1938 - 2013), politico e imprenditore
- Alberto Garutti (1948 - 2023), artista
- Geki (1937 - 1967), pilota automobilistico
- Gian Dàuli (1884 - 1945), scrittore, traduttore e editore
- Giandante X (Dante Pescò) (1899 - 1984), pittore, scultore e illustratore
- Cesare Giardini (1893 - 1970), traduttore, scrittore, storico, giornalista e editore
- Alberto Giomo (1917 - 1977), politico
- Giuseppe Monnanni (1887 - 1952), editore e scrittore
- Aldo Gobbi (1903 - 1968), calciatore
- Massimo Gorla (1933 - 2004), politico
- Giovanni Gozzi (1902 - 1976), lottatore
- Giuseppe Grigoli (1902 - 1975), calciatore e allenatore di calcio
- Gioacchino Guaragna (1908 - 1971), schermidore
- Amedeo Guarnieri (1890 - 1949), calciatore e arbitro di calcio
- Armanda Guiducci (1923 - 1992), scrittrice, filosofa e critica letteraria
- Roberto Guiducci (1923 - 1998), urbanista, sociologo e ingegnere

H
- Gustavo Hauser (1891 - 1969), calciatore

I
- James Irvine (1958 - 2013), designer e docente inglese
- Julia Ituma (2004 - 2023),[26] pallavolista

K
- Ivan Karpov (1898 - 1970), pittore russo
- Sergio Kasman (1920 - 1944), partigiano
- Berthold Klinghofer (1899 - 1975), pittore romeno di origine ebraica
- Anita Klinz (1923 - 2013), direttrice artistica e grafica

L
- Francesco Leonetti (1924 - 2017), scrittore, poeta e giornalista
- Eugenio Levi (1876 - 1966), critico letterario
- Uberto Limentani (1913 - 1989), critico letterario
- Rosario Lo Verde (1914 - 2008), imprenditore e dirigente sportivo
- Corrado Lojacono (1924 - 2012), cantante, attore e compositore
- Sabatino Lopez (1867 - 1951), drammaturgo, critico letterario e scrittore
- Guido Lopez (1924 - 2010), scrittore e giornalista
- Benito Lorenzi (1925 - 2007), calciatore e allenatore di calcio
- Leonida Lucchetta (1911 - 1977), calciatore
- Melchiorre Luise (1896 - 1967), basso
- Hado Lyria (1940 - 2022), poetessa, giornalista, traduttrice e pittrice spagnola

M
- Primo Magnani (1892 - 1969), pistard
- Cinzia Maltese (1961 - 2002), giornalista e conduttrice televisiva
- Emilio Manazza (1906 - 1980), calciatore
- Michele Manenti (1928 - 1988), calciatore
- Angelo Mangiarotti (1921 - 2012), architetto, designer e urbanista
- Renè Mantegna (1951 - 2013), percussionista
- Mirko Marcialis (1981 - 2000), fantino
- Felice Mariani (1918 - 1997), calciatore e allenatore di calcio
- Marino Marini (1924 - 1997), cantante, pianista, produttore discografico e bandleader
- Attilio Marinoni (1892 - 1940), pilota automobilistico
- Giuseppe Martinenghi (1894 - 1970), architetto
- Italo Martinenghi (1930 - 2008), regista, produttore cinematografico e sceneggiatore
- Daniela Marzano (1950 - 2017), tennista e allenatrice di tennis
- Giorgio Marzola (1898 - 1963), politico
- Tullio Masotti (1886 - 1949), giornalista e sindacalista
- Filiberto Mateldi (1882 - 1942), disegnatore, pittore e caricaturista
- Cocky Mazzetti (1937 - 2024), cantante
- Galliano Mazzon (1896 - 1978), pittore
- Francesco Mercoli (1894 - 1959), sollevatore
- Giuseppe Merosi (1872 - 1956), progettista
- Luciano Migliavacca (1919 - 2013), presbitero, direttore di coro e compositore
- Albino Milani (1910 - 2001), pilota motociclistico
- Tonino Milite (1942 - 2015), pittore, poeta e illustratore
- Carlo Minello (1918 - 1947), attore
- Stefano Mingardo (1959 - 2014), giocatore di football americano e attore
- Beppe Mojetta (1905 - 1979), compositore, direttore d'orchestra e arrangiatore
- Orsolina Montevecchi (1911 - 2009), papirologa
- Franco Monzino, detto Franco (1891 - 1953), imprenditore, cofondatore Upi e fondatore dei grandi magazzini Standa
- Ernesto Morandi (1893 - 1947), calciatore
- Alfredo Mordini (1902 - 1969), partigiano
- Iride Motta (1904 - 1987), calciatore
- Sirio Musso (1907 - 1983), pittore, illustratore e grafico

N
- Nisa (1910 - 1969), paroliere e disegnatore
- Franco Nisi (1957 - 2016), giornalista, autore televisivo e conduttore radiofonico
- Vittorio Notarnicola (1923 - 1976), giornalista

O
- Guido Oddo (1920 - 2006), conduttore televisivo, telecronista sportivo e giornalista
- Renato Olivieri (1925 - 2013), scrittore e giornalista
- Beppe Ottolenghi (1921 - 1943), partigiano

P
- Daniele Pace (1935 - 1985), cantautore, paroliere, compositore, cantante e attore
- Rosario Pacini (1943 - 2010), autore televisivo, giornalista e dirigente d'azienda
- Luigi Padovese (1947 - 2010), vescovo cattolico
- Sergio Paganella (1911 - 1992), cestista e imprenditore
- Mario Paggi (1902 - 1964), giornalista e politico
- Ada Paladini (1889 - 1987), attrice teatrale
- Riccardo Paletti (1958 - 1982), pilota automobilistico
- Bruno Pallesi (1921 - 1987), cantante, paroliere e produttore discografico
- Enrico Pancera (1882 - 1971), scultore
- Lazzaro Pasini (1861 - 1949), pittore
- Eberardo Pavesi (1883 - 1974), ciclista su strada
- Alessandro Pavolini (1903 - 1945), giornalista e scrittore
- Angelo Pellacani (1891 - 1936), calciatore e arbitro di calcio
- Filippo Pellizzoni (1895 - 1935), calciatore
- Vittorio Pelvi (1896 - 1949), calciatore
- Oreste Perfetti (1897 - 1927), calciatore
- Lea Pericoli (1935 - 2024), tennista, conduttrice televisiva, telecronista sportiva e giornalista
- Edoardo Persico (1900 - 1936), critico d'arte e saggista
- Clara Petrella (1914 - 1987), soprano
- Anna Piaggi (1931 - 2012), giornalista, scrittrice e traduttrice
- Silvio Pietroboni (1904 - 1987), calciatore
- Paolo Piffarerio (1924 - 2015), animatore e fumettista
- Luigi Pirovano (1889 - 1923), calciatore
- Silverio Pisu (1937 - 2004), cantautore, attore, scrittore, sceneggiatore e doppiatore
- Francesco Pomi (1905 - 1984), calciatore
- Giorgio Porcaro (1952 - 2002), cabarettista, comico, attore e cantante
- Eugenio Porrati (1893 - 1952), calciatore
- Amleto Poveromo (1893 - 1953), militare e criminale
- Ermenegildo Preti (1918 - 1986), progettista e ingegnere

R
- Elio Ragni (1910 - 1998), velocista
- Carlo Ramous (1926 - 2003), scultore e pittore
- Emilio Respighi (1860 - 1936), dermatologo
- Riccardo Castagnedi (1912 - 1999), pittore, grafico e pubblicitario
- Alessandro Rimini (1898 - 1976), architetto e pittore
- Enrico Rivolta (1905 - 1974), calciatore
- Carlo Alberto Rossi (1921 - 2010), compositore, editore e produttore discografico
- Franco Rossi (1944 - 2013), giornalista
- Carlo Rovida (1905 - 1968), ciclista su strada
- Romano Rui (1915 - 1977), scultore, docente e ceramista
- Giuni Russo (1951 - 2004), cantautrice e musicista

S
- Marco Sala, detto Marchino (1886 - 1969), calciatore
- Aldo Salvadori (1905 - 2002), pittore e illustratore
- Emanuele Samek Lodovici (1942 - 1981), filosofo
- Giuseppe Santagostino (1901 - 1955), calciatore e allenatore di calcio
- Enrico Saroldi (1878 - 1954), scultore, incisore e medaglista
- Giuseppe Scalvini (1908 - 2003), scultore
- Alessandro Scarioni (1889 - 1966), calciatore e allenatore di calcio
- Giorgio Scerbanenco (1911 - 1969), giornalista e scrittore di origine ucraina
- Piero Schlesinger (1930 - 2020), giurista e banchiere
- Eros Sciorilli (1911 - 1981), direttore d'orchestra, compositore e pianista
- Alfredo Scocchera (1887 - 1955), pittore
- Pompilio Seveso (1877 - 1949), pittore
- Eugenio Siena (1905 - 1938), pilota automobilistico
- Ugo Sivocci (1885 - 1923), pilota automobilistico
- Beatrice Speraz (1840 - 1923), scrittrice
- Mario Spinella (1918 - 1994), scrittore, giornalista e intellettuale
- Vittorio Spreti (1887 - 1950), genealogista, storico e araldista
- Pippo Starnazza (1904 - 1975), cantautore, musicista e attore
- Carla Strauss (1907 - 1997), danzatrice, insegnante e coreografa
- Luis Suárez (1935 - 2023), calciatore e allenatore di calcio

T
- Alessandro Taccani, noto come Sandro (1915 - 1989), compositore
- Rubens Tedeschi (1914 - 2015), giornalista, scrittore e critico musicale
- Gian Carlo Testoni (1912 - 1965), paroliere e giornalista
- Italo Terzoli (1924 - 2008), sceneggiatore teatrale, cinematografico e televisivo
- Mario Tiengo (1922 - 2010), medico e scienziato
- Sergio Tofano (1886 - 1973), attore, regista e  disegnatore
- Giuseppe Torriani (1904 - 1942), calciatore
- Ferdinando Trabattoni (Nando) (1903 - 1980), calciatore
- Libero Traversa (1930 - 2019), politico, partigiano e antifascista

U
- Idreno Utimperghe (1901 - 1945), sindacalista, attivista e giornalista

V
- Osvaldo Valenti (1906 - 1945), attore
- Emma Vecla (1877 - 1972), cantante lirica francese
- Giulia Veronesi (1906 - 1970), storica dell'architettura e traduttrice
- Dante Virgili (1928 - 1992), poeta
- Giuseppe Visco Gilardi (1876 - 1948), investigatore
- Adriano Visconti (1915 - 1945), ufficiale
- Albino Volpi (1889 - 1939), militare e criminale
- Ismaele Voltolini (1887 - 1938), tenore
- Antonino Votto (1896 - 1985), direttore d'orchestra e pianista

Z
- Marco Zamperini (1963 - 2013), informatico, dirigente d'azienda e blogger
- Valeriano Zanazzi (1926 - 2004), ciclista su strada e ciclocrossista
- Lia Zoppelli (1920 - 1988), attrice
- Vittorio Zorzoli (1895 - 1962), calciatore

Nota
1. 1 2 3 4   Storia di Milano ::: I cimiteri milanesi, su storiadimilano.it. URL consultato il 13 novembre 2016.
2. 1 2 3 4 5 6 7   Cimitero Maggiore di Milano, in ABC Sikelia Edizioni, 3 luglio 2016. URL consultato il 9 aprile 2017 (archiviato dall'url originale il 10 aprile 2017).
3. 1 2 3 4 5 6   Cimitero Maggiore  - Il cimitero a Milano - itinerari - Ordine degli architetti, P.P.C della provincia di Milano, su ordinearchitetti.mi.it. URL consultato il 13 novembre 2016 (archiviato dall'url originale il 14 novembre 2016).
4. ↑   Gianluca Padovan, Forse non tutti sanno che a Milano..., Newton Compton Editori, 6 ottobre 2016, ISBN 978-88-227-0139-8. URL consultato il 13 novembre 2016.
5. ↑  Vedi art. 1. La legge è stata pubblicata sulla Gazzetta Ufficiale del Regno d'Italia n. 161 dell'11 luglio 1877.
6. ↑   Legge 20 giugno 1877, n. 3917 (serie 2°). Norme relative alle foreste. (PDF), su demaniocivico.it. URL consultato il 20 novembre 2016 (archiviato dall'url originale il 10 maggio 2017).
7. ↑   Il Tram funebre (la Gioconda), su milanoneisecoli.blogspot.it. URL consultato il 13 novembre 2016 (archiviato dall'url originale il 14 novembre 2016).
8. ↑   Le stazioni funebri di Milano, su storiedimilano.blogspot.it. URL consultato il 13 novembre 2016 (archiviato dall'url originale il 14 novembre 2016).
9. ↑   Codex, Pavia (IT) - http://www.codexcoop.it, Comune di Musocco, 1859 - 1923  – Istituzioni storiche  – Lombardia Beni Culturali, su lombardiabeniculturali.it. URL consultato il 9 aprile 2017 (archiviato dall'url originale il 10 maggio 2017).
10. ↑   Comune di Milano - Riqualificazione dell'area di Cascina Merlata (PDF), su comune.milano.it.
11. ↑   Il cimitero maggiore musocco, su magentasrl.com. URL consultato il 22 maggio 2021 (archiviato dall'url originale il 13 novembre 2016).
12. ↑  Alessandro Albè, Guido Boreani, Giampietro Dall'Olio, La tramvia Milano - Gallarate, Calosci, Cortona, 1993. ISBN 9788877850867
13. ↑   Realtà presenti in Parrocchia – Certosa di Milano, su certosadimilano.com. URL consultato il 13 novembre 2016 (archiviato dall'url originale il 12 novembre 2016).
14. ↑   IN FUNZIONE I TOTEM PER LA LOCALIZZAZIONE DEI DEFUNTI  -  OLTRE MAGAZINE - Articolo, su oltremagazine.com. URL consultato il 13 novembre 2016 (archiviato dall'url originale il 14 novembre 2016).
15. ↑   Autobus 171 Milano : linea 171 ATM ( Interno Cimitero Maggiore), su milano-italia.it. URL consultato il 9 aprile 2017 (archiviato dall'url originale il 10 aprile 2017).
16. ↑   Trasporti a Milano • Leggi argomento - Potenziamento linee urbane per i cimiteri, su forum.milanotrasporti.org. URL consultato il 9 aprile 2017 (archiviato dall'url originale il 10 aprile 2017).
17. ↑   Scegliere la sepoltura, su Portale del Comune di Milano. URL consultato l'8 aprile 2017.
18. ↑   Ore in coda al cimitero: quella triste odissea per una riesumazione, in ilGiornale.it. URL consultato l'8 aprile 2017.
19. 1 2 3 4   Comune di Milano, App di ricerca defunti Not 2 4get.
20. ↑   emma moriconi, così ho seppellito Mussolini la testimonianza inedita di Renzo Zaccaro, 25 settembre 2014. URL consultato l'8 aprile 2017.
21. ↑   CIMITERI DELLA CITTA’ DI MILANO - ESUMAZIONE ORDINARIA DAI CAMPI DECENNALI, TRENTENNALI E INDECOMPOSTI – ANNO 2016, su mediagallery.comune.milano.it. URL consultato il 29 giugno 2020 (archiviato dall'url originale il 23 marzo 2017).
22. ↑   Anche la tomba è un lusso L’Italia sceglie la cremazione, su LaStampa.it. URL consultato il 4 febbraio 2017.
23. ↑   Musocco, la metropoli dei morti dimenticati, su ilgiornale.it. URL consultato il 26 aprile 2021.
24. ↑   Ituma, il dolore della famiglia. L’amico: “Non solo sport, era un genio”, su La Gazzetta dello Sport, 18 aprile 2023. URL consultato il 1º agosto 2024.
25. ↑   Lino Robi | Attore, su IMDb. URL consultato il 7 maggio 2025.
26. ↑   I funerali di Ituma a Milano. Sulla bara la maglia del San Filippo Neri e del Club Italia. L’urlo della Polisportiva dov’è cresciuta: “Ciao Julia”, su La Stampa, 18 aprile 2023. URL consultato il 21 settembre 2024.